# Pilar Mateos
Pour les articles homonymes, voir Mateos.
Pilar Mateos Martín (Valladolid, 1942) est une écrivaine espagnole de littérature d'enfance et de jeunesse.
Dans ses livres, elle utilise un vocabulaire simple pour parler de personnages isolés, marginaux et tristes et elle mélange la réalité et l'imagination dans des œuvres où la fantaisie et les rêves peuvent créer de nouvelles réalités.

## Prix
- Jeruso quiere ser gente, 1980, premio El barco de vapor
- Historias de Ninguno, 1981, premio El barco de vapor
- Capitanes de plástico, 1982, premio Lazarillo
- Gata García, 1997, premio Edebé
- El fantasma en calcetines, 1999, premio Ala Delta